# China Taipéi en los Juegos Olímpicos de Salt Lake City 2002
China Taipéi (Taiwán) estuvo representada en los Juegos Olímpicos de Salt Lake City 2002 por seis deportistas masculinos que compitieron en dos deportes.
El portador de la bandera en la ceremonia de apertura fue el piloto de luge Lin Chui-Bin. El equipo olímpico no obtuvo ninguna medalla en estos Juegos.